# Schistochila nivicola
Schistochila nivicola là một loài rêu trong họ Schistochilaceae. Loài này được (R.M. Schust. & J.J. Engel) X.-L. He & Glenny mô tả khoa học đầu tiên năm 2010.